# Omar Rodríguez-López
Omar Alfredo Rodríguez-Lopéz, född den 1 september 1975 i Bayamón, Puerto Rico, är en musiker mest känd som gitarrist, basist, låtskrivare och musikproducent i rockbanden At the Drive-In och The Mars Volta.

## Biografi
Omar startade sin karriär vid 15 års ålder som sångare i El Paso-bandet Startled Calf. Under den tiden träffade han sin vän Cedric Bixler-Zavala. De började tillsammans spela i bandet At the Drive-In. Under den tiden spelade han också i bandet De Facto tillsammans med Cedric Bixler-Zavala, Jeremy Ward och Isaiah Owens. Utifrån De Facto skapade de det progressiva rockbandet The Mars Volta tillsammans med Eva Gardner och Jon Theodore. Rodriguez-Lopez var länge missbrukare av droger men slutade med det efter att Jeremy Ward dog i överdos 2003. Rodriguez-Lopez spelar precis som Jimi Hendrix gjorde på vänstergitarr och använder sig ofta av olika specialeffekter för att få gitarren att låta som han vill, eller som han själv uttryckte det i en intervju, "I begun to see effects as allies in my war agains the guitar". Han har också uttryckt ett stort hat mot instrumentet gitarr då han i flera intervjuer har sagt att enda anledningen till att han spelar gitarr är att hans andra bandmedlemmar tycker att han ska göra det. Rodriguez-Lopez fick dock tillbaka sin gitarrlust under inspelningen av LP:n Amputechture. Omar Rodriguez-Lopez har förutom i sina band haft flera samarbeten med stora musiker som John Frusciante och Lydia Lunch.

### Omar Rodriguez-Lopez roll i Startled Calf
I Startled Calf var Omar Rodríguez-López sångare, men han var bara med under två år och slutade sedan. Cedric Bixler-Zavala lyckades dock övertala honom att komma tillbaka och då bildade de At The Drive-In.

### Omar Rodriguez-Lopez roll i At the Drive-In
I At The Drive-In hade Omar Rodriguez-Lopez en viktig roll som både gitarrist, basist och andre sångare, men framförallt låtskrivare.

### Omar Rodriguez-Lopez roll i De Facto
I De Facto spelade Omar Rodriguez-Lopez bas och skrev låtarna precis som i At the Drive-In.

### Omar Rodriguez-Lopez roll i The Mars Volta
I Mars Volta är Omar Rodriguez-Lopez låtskrivare tillsammans med Cedric Bixler-Zavala men själv skriver han de flesta låtarna och lämnar texterna till Bixler-Zavala. Han spelar gitarr och är också producent ibland tillsammans med Rick Rubin.

## Diskografi

### Solo
- A Manual Dexterity: Soundtrack Volume One (2004) as Omar A. Rodriguez-Lopez (LP)
- Omar Rodriguez (2005) as Omar Rodriguez-Lopez Quintet (LP)
- Se Dice Bisonte, No Bùfalo (2007) as Omar Rodriguez-Lopez (LP)
- The Apocalypse Inside of an Orange (2007) as Omar Rodriguez-Lopez Quintet (LP)
- Calibration (Is Pushing Luck and Key Too Far) (2007) (LP)
- Absence Makes the Heart Grow Fungus (2008) (LP)
- Minor Cuts and Scrapes in the Bushes Ahead (2008) (LP)
- Old Money (2008) (LP)
- Megaritual (2009) (LP)
- Despair (2009) (LP)

### Med At the Drive-In
- Hell Paso (EP)
- Alfaro Vive, Carajol! (EP)
- El Gran Orgo (EP)
- Vaya (EP)
- Acrobatic Tenement (LP)
- In/Casino/Out (LP)
- Relationship of Command (LP)
- This Station Is Non-Operational (Samlingsalbum)

### Med Startled Calf
- I Love Being Trendy (EP)

### Med De Facto
- 456132015 (EP)
- How Do You Dub? You Fight For Dub. You Plug Dub In. (LP)
- Megaton Shotblast (LP)
- Légende du Scorpion à Quatre Queues (LP)

### Med Mars Volta
- Tremulant EP
- Live EP
- Scab Dates (LP)
- De-Loused in the Comatorium (LP)
- Frances the Mute (LP)
- Amputechture (LP)
- The Bedlam in Goliath (LP)
- Octahedron (LP)

### El Grupo Nuevo De Omar Rodriguez-Lopez
- Cryptomnesia (LP)

### Omar Rodriguez-Lopez som gästmusiker
- Rise Above: 24 Black Flag Songs to Benefit the West Memphis Three av Various Artists (Producerad av Henry Rollins) (2002)
- Shadows Collide With People av John Frusciante (2004)
- Inside of Emptiness av John Frusciante (2004)
- White People av Handsome Boy Modeling School (2004)
- Curtains av John Frusciante (2005)
- Radio Vago av Radio Vago (2005)
- The Phantom Syndrome av Coaxial (2005)
- Stadium Arcadium av Red Hot Chili Peppers (2006)
- I'll Sleep When You're Dead av El-P (2007)
- New Amerykah av Erykah Badu (2008)
- Negativa av Hour of the Monarchy (2009)